# Лішно
Лішно (пол. Liszno) — село в Польщі, у гміні Рейовець-Фабричний Холмського повіту Люблінського воєводства.
Населення — 452 особи (2011).
У 1975-1998 роках село належало до Холмського воєводства.

## Демографія
Демографічна структура станом на 31 березня 2011 року:
|          | Загалом | Допрацездатний вік | Працездатний вік | Постпрацездатний вік |
| -------- | ------- | ------------------ | ---------------- | -------------------- |
| Чоловіки | 225     | 38                 | 162              | 25                   |
| Жінки    | 227     | 43                 | 136              | 48                   |
| Разом    | 452     | 81                 | 298              | 73                   |